# Schlegelia axillaris
Schlegelia axillaris är en tvåhjärtbladig växtart som beskrevs av August Heinrich Rudolf Grisebach. Schlegelia axillaris ingår i släktet Schlegelia och familjen Schlegeliaceae. Inga underarter finns listade i Catalogue of Life.